# Н
La Н, in minuscolo н, chiamata en, è una lettera dell'alfabeto cirillico. Rappresenta la consonante nasale alveolare IPA /n/. Ha la medesima forma della lettera dell'alfabeto latino H.
| Lettera cirillica | Pronuncia IPA | Trascrizione scientifica | Trascrizione inglese | Trascrizione tedesca | Trascrizione francese |
| ----------------- | ------------- | ------------------------ | -------------------- | -------------------- | --------------------- |
| Н                 | /n/           | n                        | n                    | n                    | n                     |